# Johann Obiang
Johann Obiang (Le Blanc-Mesnil, 1993. július 5. –) francia születésű gaboni labdarúgó, a francia másodosztályú LB Châteauroux hátvédje.

## Pályafutása

### A válogatottban
2014. október 11-én mutatkozott be a gaboni válogatottban, a Burkina Faso elleni mérkőzésen. 2015-ben bekerült az Afrika-kupára készülő keretbe. Három mérkőzésen lépett pályára: Egyenlítői-Guinea (0–2), Kongó (0–1) és Burkina Faso (2–0) ellen.